# Андреевка (Беляевский район)
Андреевка — село в Беляевском районе Оренбургской области в составе Ключёвского сельсовета.

## География
Находится на расстоянии примерно 46 километров по прямой на запад-юго-запад от районного центра села Беляевка.

## Климат
Климат континентальный с холодной часто малоснежной зимой и жарким, сухим летом. Средняя зимняя температура −15,8 °C; Средняя летняя температура +21,2 °C. Абсолютный минимум температур −44 °C. Абсолютный максимум температур +42 °C. Среднегодовое количество осадков составляет 320 мм в год.

## История
Поселение было основано по одним данным в 1914 году, по другим — в 1916 (1917) году как хутор на отрубном участке № 157, по всей видимости, немецкими колонистами. В нём было 19 дворов и 79 душ. Впервые упоминается в 1917 году. В 1923 году значился как пос. Андреевский. В 1925 году вошёл в состав Фёдоровского сельсовета как хутор Андреевский (17 дворов, 72 чел.). В 1929-30 году на хуторе был организован колхоз им Карла Либкнехта. Колхоз в 1957 году влился в колхоз им. Розы Люксембург и стал его структурной единицей — бригадой.

## Население
Постоянное население составляло 151 человек в 2002 году (русские 45 %, украинцы 37 %), 122 человека в 2010 году.